# Мага (приток Бердяшки)
Мага — река в России, протекает по Башкортостану. Устье реки находится в 0,4 км по левому берегу реки Бердяшка. Длина реки составляет 15 км.

## Данные водного реестра
По данным государственного водного реестра России относится к Камскому бассейновому округу, водохозяйственный участок реки — Уфа от Нязепетровского гидроузла до Павловского гидроузла, без реки Ай, речной подбассейн реки — Белая. Речной бассейн реки — Кама.
Код объекта в государственном водном реестре — 10010201112111100023095.